# ميكاسا (هوكايدو)
مدينة ميكاسا (بالإنجليزية: Mikasa)‏ هي أحد المدن التابعة لمحافظة هوكايدو. تأسست رسميًا في 01/04/1957. ويقدر عدد سكانها بـ 10070 نسمة حسب تقدير مكتب الإحصاء الياباني لعام 2012. تبلغ مساحة ميكاسا 302.64 كم2. بكثافة سكانية تبلغ 33.3 نسمة/كم2.

## أعلام
- تاداشي كاواماتا
- فوميو كوهيناتا